# Ka (faraone)
Ka (Sekhem Ka) (fl. XXXII-XXXI secolo a.C.) è stato un sovrano egizio predinastico dell'Alto Egitto.

## Biografia
Apparteneva alla stirpe tinita, regnò su Abido alla fine del XXXII secolo a.C. o all'inizio del XXXI secolo a.C. e fu sepolto a Umm el-Qa'ab nella tomba B 9/7 insieme al corredo funebre costituito da un coltello in selce, vasi e giare.
Fu l'immediato successore di Iri Hor e forse il suo successore fu Narmer, se si assume che Re coccodrillo, Re Scorpione e Narmer siano la stessa persona.
Fu il primo sovrano egiziano il cui nome si trova associato al serekht, rinvenuto su numerosi reperti rinvenuti nel Medio e Basso Egitto in particolare nella necropoli di Tarkhan e nella necropoli del Uadi Tumilat.

Nel serekht di Ka si individua una Facciata di palazzo con sopra il glifo 
| D28 |

k3 indicante braccia elevate ed un falco.